# Großer Preis von Agadir 1954, 2. Rennen

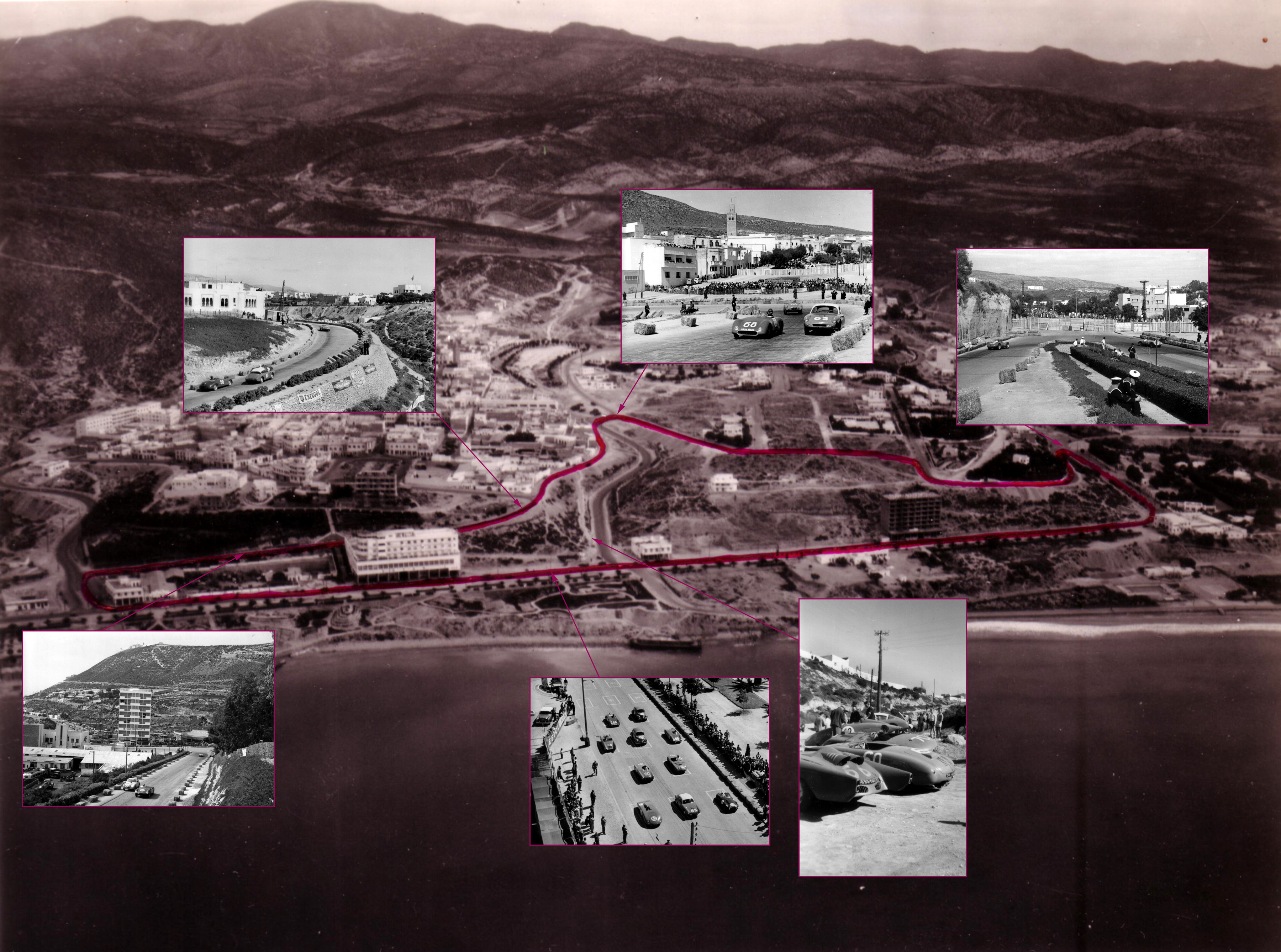
Streckenlayout des Großen Preises von Agadir 1954

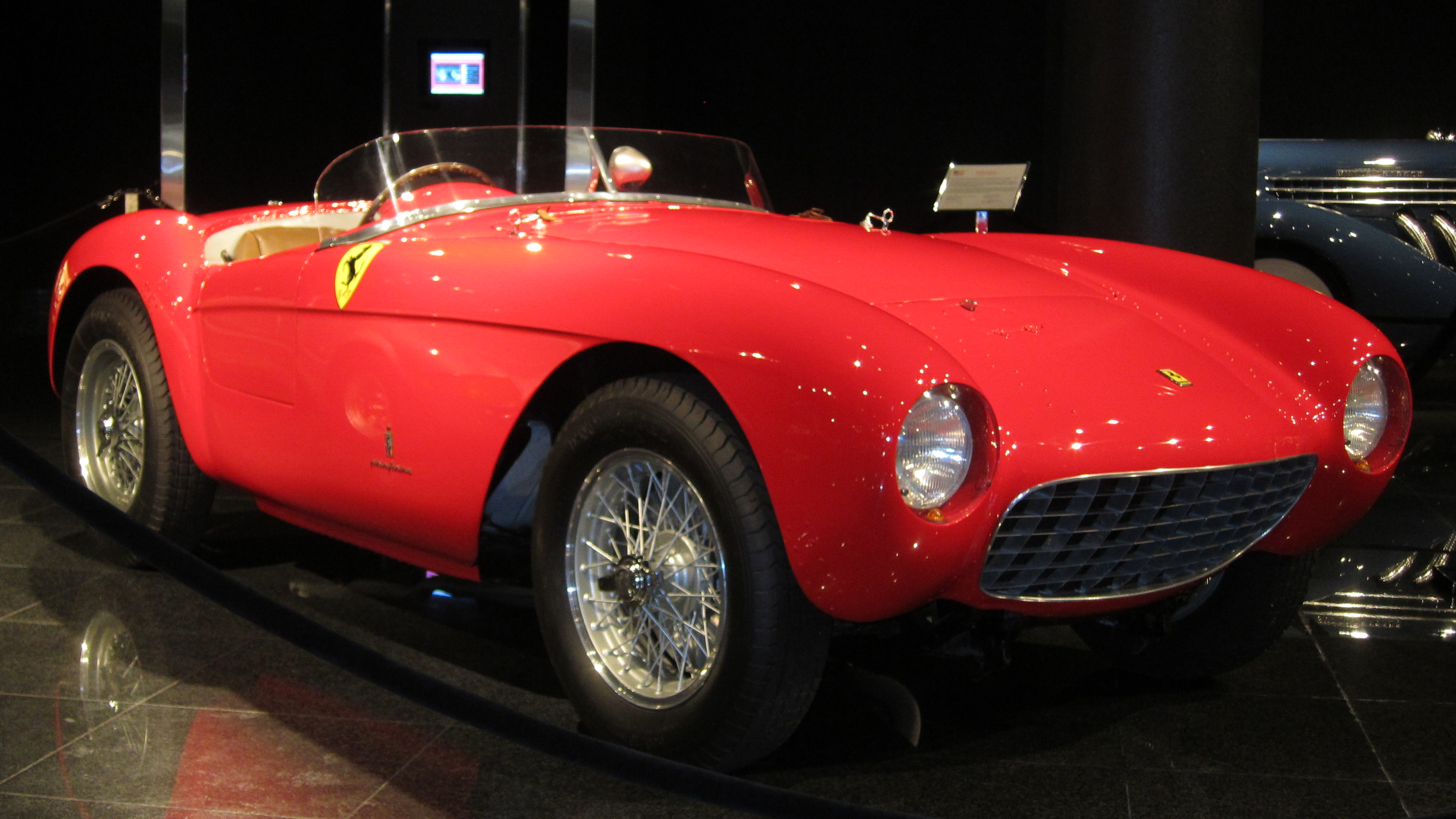
Ferrari 500 Mondial

Der Große Preis von Agadir 1954, auch Grand Prix di Agadir, Morocco, war ein Sportwagenrennen für Fahrzeuge bis 2-Liter-Hubraum, das am 28. Februar dieses Jahres auf einem Rundkurs in Agadir ausgefahren wurde. Das Rennen zählte zu keiner Rennserie.

## Das Rennen
Der Große Preis von Agadir wurde 1954 als Sportwagenrennen für drei Rennklassen ausgeschrieben. Für die 1950er-Jahre nicht unüblich gingen die jeweiligen Klassen nicht gemeinsam in einem Rennen, sondern bei drei unabhängigen Veranstaltungen an den Start. Als erste fuhren Sportwagen bis zu einem Hubraum von 1,1-Liter. Siegreich blieb der Marokkaner Jean Heyder-Bruckner auf einem Reac Dyna.
Nach dem Erfolg von François Picard im Werks-Ferrari 500 Mondial im Rennen für Wagen bis 2-Liter-Hubraum, holte sich dessen Teamkollege Giuseppe Farina beim dritten Lauf des Tages den Sieg beim Rennen über 2-Liter-Hubraum.

## Ergebnisse

### Schlussklassement
| Pos. | Klasse | Nr. | Team                 | Fahrer          | Fahrzeug            | Runden |
| ---- | ------ | --- | -------------------- | --------------- | ------------------- | ------ |
| 1    | S 2.0  | 26  | Scuderia Ferrari     | François Picard | Ferrari 500 Mondial | 40     |
| 2    | S 2.0  | 27  | André Guelfi         | André Guelfi    | Gordini T15S        | 40     |
| 3    | S 2.0  | 22  |                      | John Simone     | Maserati A6GCS      |        |
| 4    | S 1.5  |     | Adolfo Macchierraldo | Jacques Péron   | Osca MT4 1350       |        |
| 5    | S 1.5  | 31  | René Bourrely        | René Bourrely   | Gordini T15S 1.5    | 37     |
| 6    | S 1.5  | 29  | Annie Bousquet       | Annie Bousquet  | Gordini T17S 1.5    | 35     |
| 7    | S 2.0  | 32  |                      | Mario Damonte   | Alfa Romeo          |        |

### Nur in der Meldeliste
Zu diesem Rennen sind keine weiteren Meldungen bekannt.

### Klassensieger
| Klasse | Fahrer          | Fahrzeug            | Platzierung im Gesamtklassement |
| ------ | --------------- | ------------------- | ------------------------------- |
| S 2.0  | François Picard | Ferrari 500 Mondial | Gesamtsieg                      |
| S 1.5  | Jacques Péron   | Osca MT4 1350       | Rang 4                          |

### Renndaten
- Gemeldet: unbekannt
- Gestartet: unbekannt
- Gewertet: unbekannt
- Rennklassen: 2
- Zuschauer: unbekannt
- Wetter am Renntag: unbekannt
- Streckenlänge: unbekannt
- Fahrzeit des Siegerteams: 1:01:58,400 Stunden
- Gesamtrunden des Siegerteams: 40
- Gesamtdistanz des Siegerteams: 97,400 km
- Siegerschnitt: 94,340 km/h
- Pole Position: unbekannt
- Schnellste Rennrunde: unbekannt
- Rennserie: zählte zu keiner Rennserie